# Chợ Gwangjang
Chợ Gwangjang, trước đây là Chợ Dongdaemun, là chợ đường phố truyền thống ở Jongno-gu, Seoul, Hàn Quốc. Chợ là một trong những khu chợ truyền thống lâu đời và lớn nhất ở Hàn Quốc, với hơn 5.000 cửa hàng và 20.000 nhân viên ở trong khu vực có diện tích 42.000 mét vuông (450.000 feet vuông). Mỗi ngày có khoảng 65.000 người ghé thăm chợ.

## Lịch sử hình thành

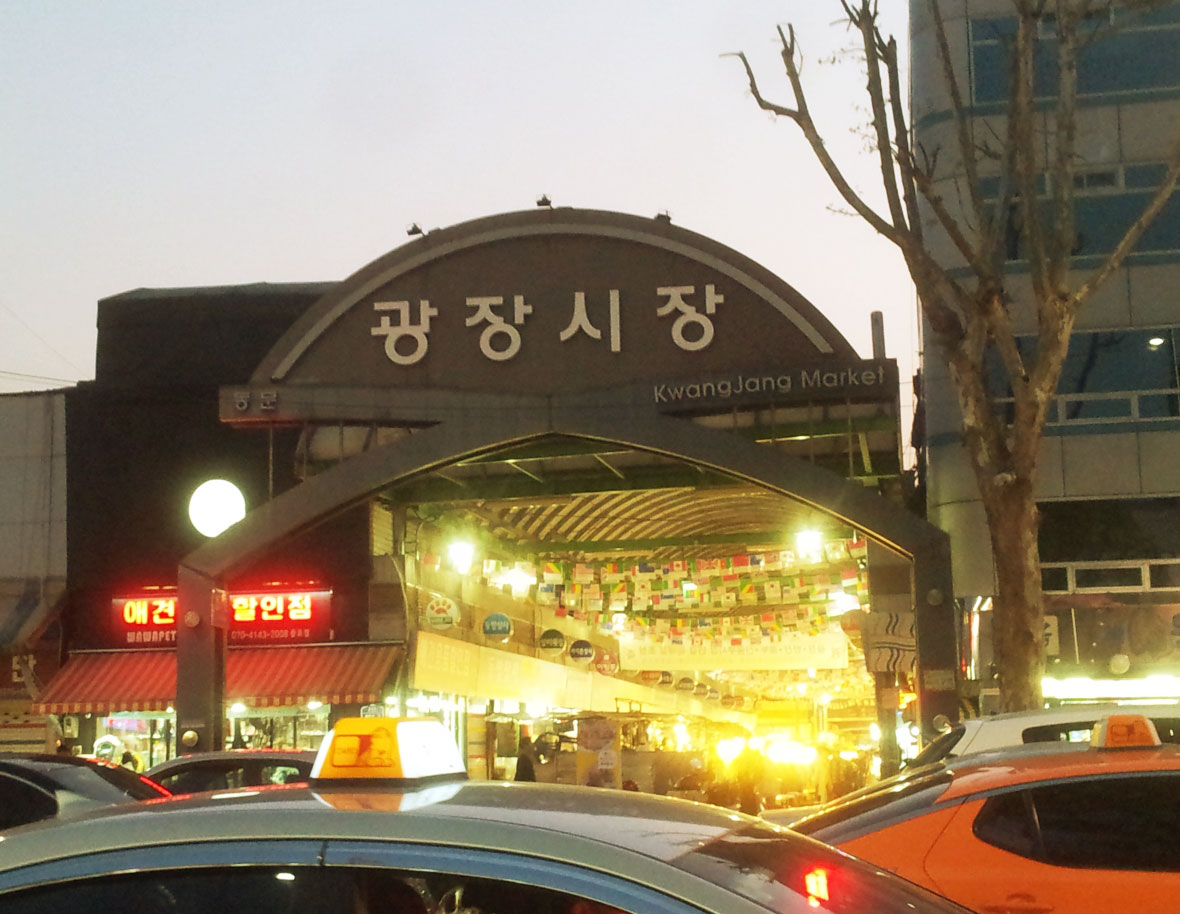
Góc nhìn bên ngoài chợ Gwangjang

Cuộc cải cách Gabo được đề ra trong triều đại Joseon đã loại bỏ độc quyền về thương mại tồn tại ở Joseon vào thời điểm đó bằng cách cho phép bất cứ ai cũng đều được tham gia vào các hoạt động thương mại. Các thương gia và chủ cửa hiệu được cấp phép ở Seoul mất rất nhiều công việc kinh doanh của họ để cạnh tranh như là kết quả của cải cách này, do đó, Vua Gojong đã tạo dựng ra một khu chợ làm kho hàng gọi là Changnaejang, cuối cùng nó đã phát triển thành chợ Namdaemun. Sau khi Hiệp ước Eulsa được ký năm 1905, khi Triều Tiên dưới sự cai trị của Nhật Bản, người Nhật nắm quyền kiểm soát chợ Namdaemun. Để phản ứng lại việc thâu tóm chợ Namdaemun, một nhóm các nhà đầu tư tư nhân người Triều Tiên kể cả các thương gia giàu có quyết định tạo dựng một khu chợ mới không thuộc quyền kiểm soát của người Nhật. Họ góp vốn và nhiều quỹ lại để thành lập Tập đoàn Gwangjang vào ngày 5 tháng 7 năm 1905, và mua mảnh đất cho khu chợ với giá 100.000 Won. Họ đã sử dụng chợ Bae O Gae tồn tại trước đó (tiếng Hàn: 배오개시장), là một khu chợ hoạt động vào buổi sáng trong khu vực này để làm nền móng cho chợ mới của họ, họ đặt tên là chợ Dongdaemun (동대문시장). Vào thời điểm đó, hầu hết các chợ đều là tạm thời và thỉnh thoảng mới mở cửa, vì vậy chợ Dongdaemun trở thành chợ đầu tiên mở thường xuyên mỗi ngày trong tuần. Chợ được đổi tên thành chợ Gwangjang vào năm 1960.

## Tên gọi
Chợ Gwangjang là tên gọi ban đầu của một trung tâm mua sắm đơn lẻ rộng 9.900 mét vuông ở trung tâm chợ Dongdaemun, nó đã được xây dựng giữa năm 1957 và 1959. Chợ Gwangjang được xây dựng ở giữa hai cây cầu: Gwangkyo (광교; có nghĩa là " cầu rộng") và Jangkyo (장교; có nghĩa là "cầu dài"), vì vậy cái tên "Gwangjang" được kết hợp từ tên hai cây cầu này.

## Sản phẩm

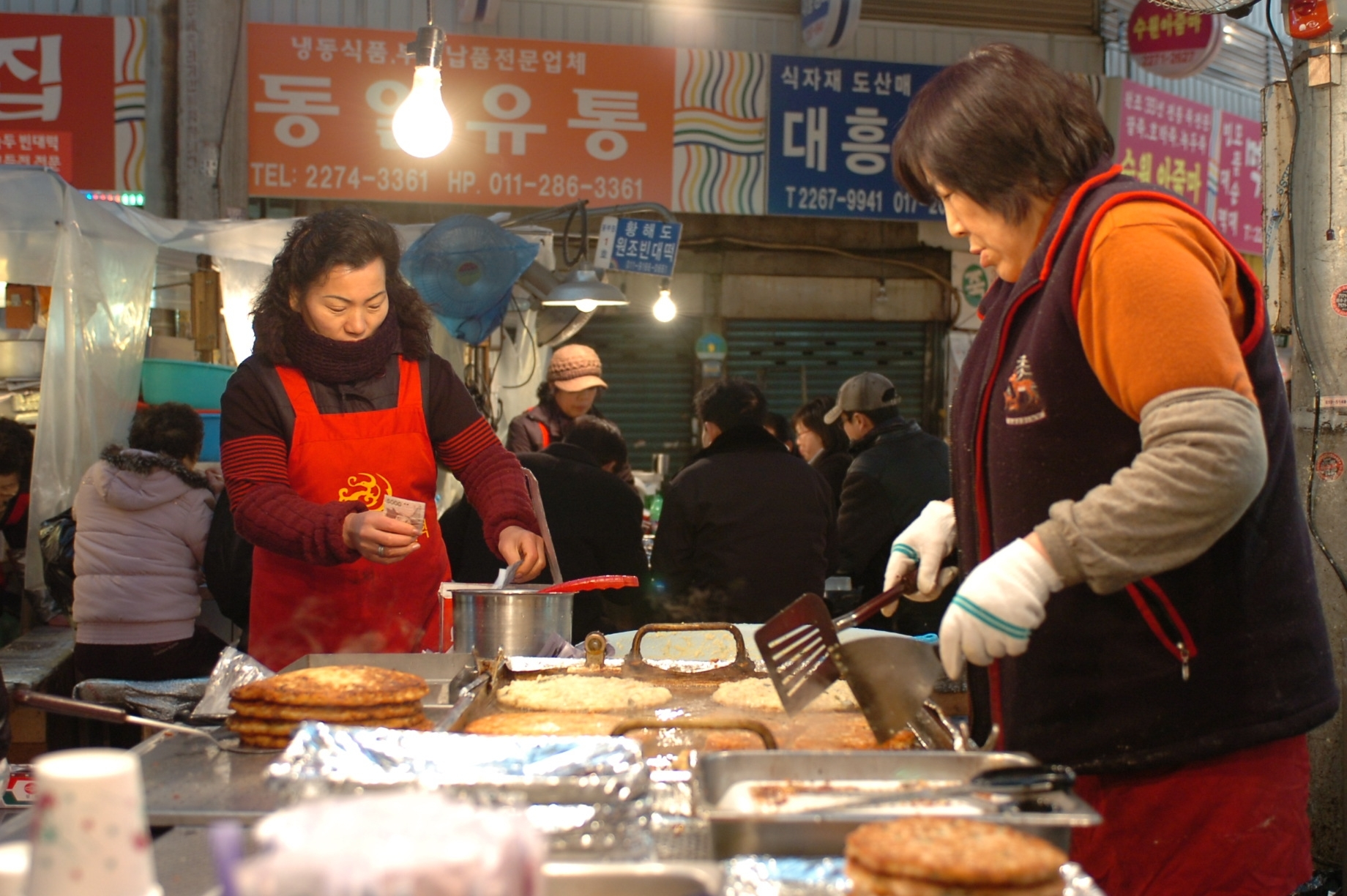
Những người bán hàng trong chợ đang chiên bindaetteok

Trong những năm đầu chợ chỉ bán nông sản và hải sản nhưng khi trở thành một trong những chợ lớn nhất của Hàn Quốc, nó đã bắt đầu bán nhiều sản phẩm khác. Ngày nay chợ có khoảng 1.500-2.000 thương nhân bán trái cây, rau, thịt, cá, bánh mì, quần áo, vải, thủ công mỹ nghệ, đồ dùng nhà bếp, quà lưu niệm và các mặt hàng y học cổ truyền Hàn Quốc. Ngoài ra còn có nhiều nhà hàng và quầy bán thức ăn truyền thống của Hàn Quốc, chợ nổi tiếng với bindaetteok, bánh kếp đậu xanh, và mayak kimbap.

## Vị trí
Có thể đến chợ bằng tàu điện ngầm Seoul: Ga Jongno 5-ga hoặc Ga Euljiro 4-ga.

## Trong nền văn hóa thịnh hành
Một tập 2014 của Running Man đã được quay một phần trong chợ. Dàn diễn viên dừng lại tại các quầy hàng thức ăn khác nhau và phải chọn đúng thẻ sau khi kết thúc bữa ăn để tiếp tục cuộc đua.

## Thư viện ảnh

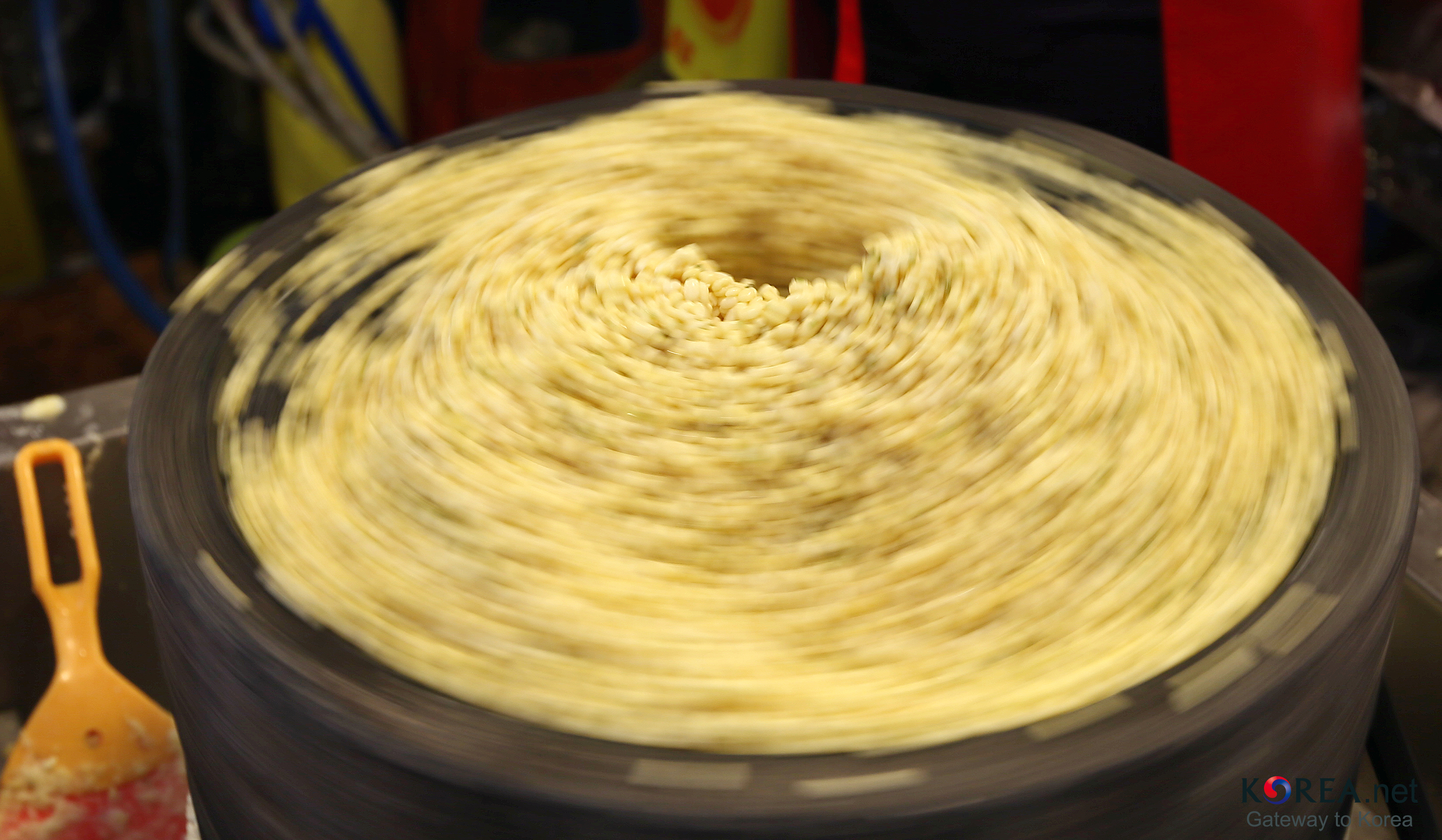
Đậu xanh để làm bindaetteok
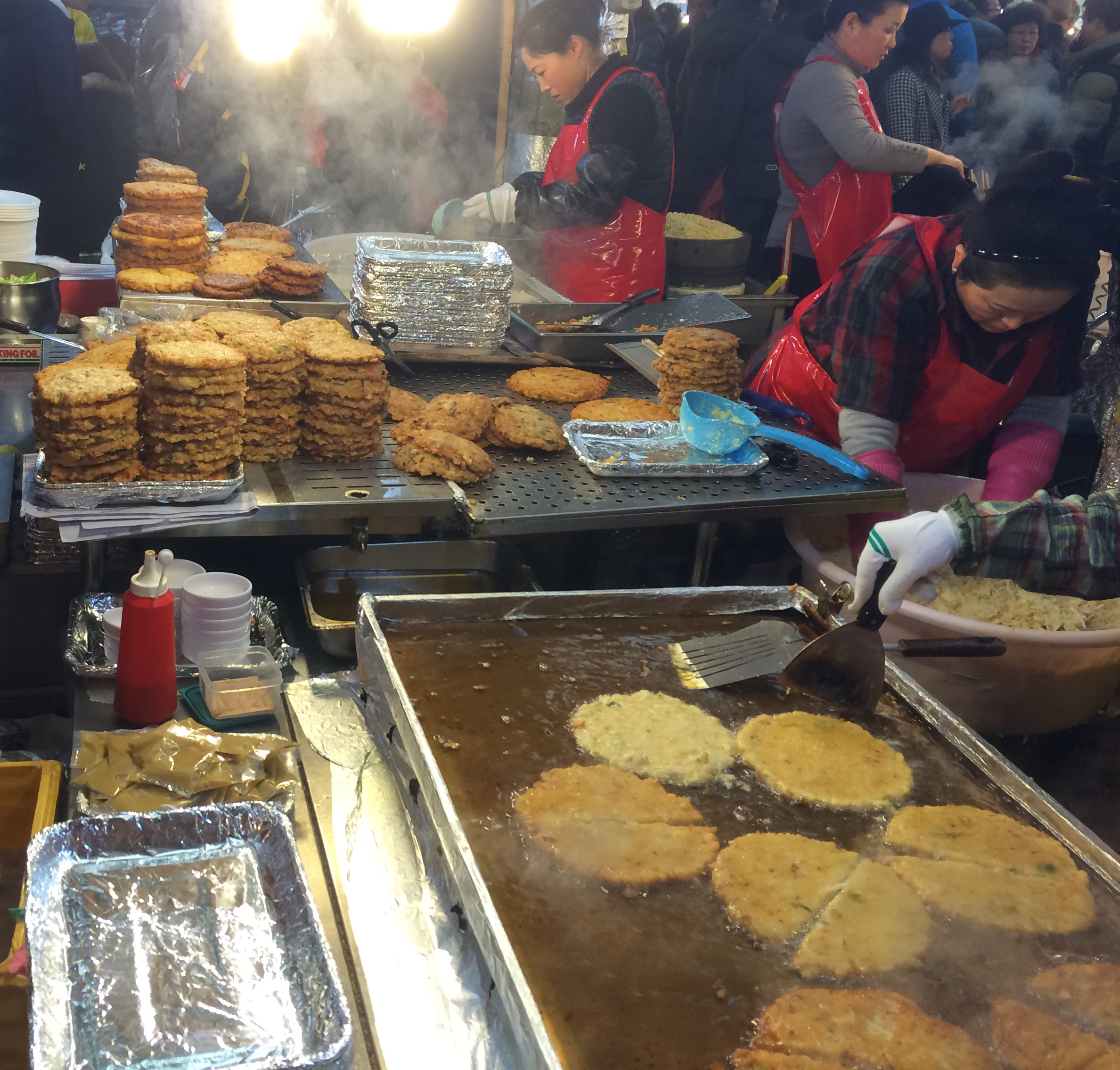
Những người bán hàng đang chiên bindaetteok
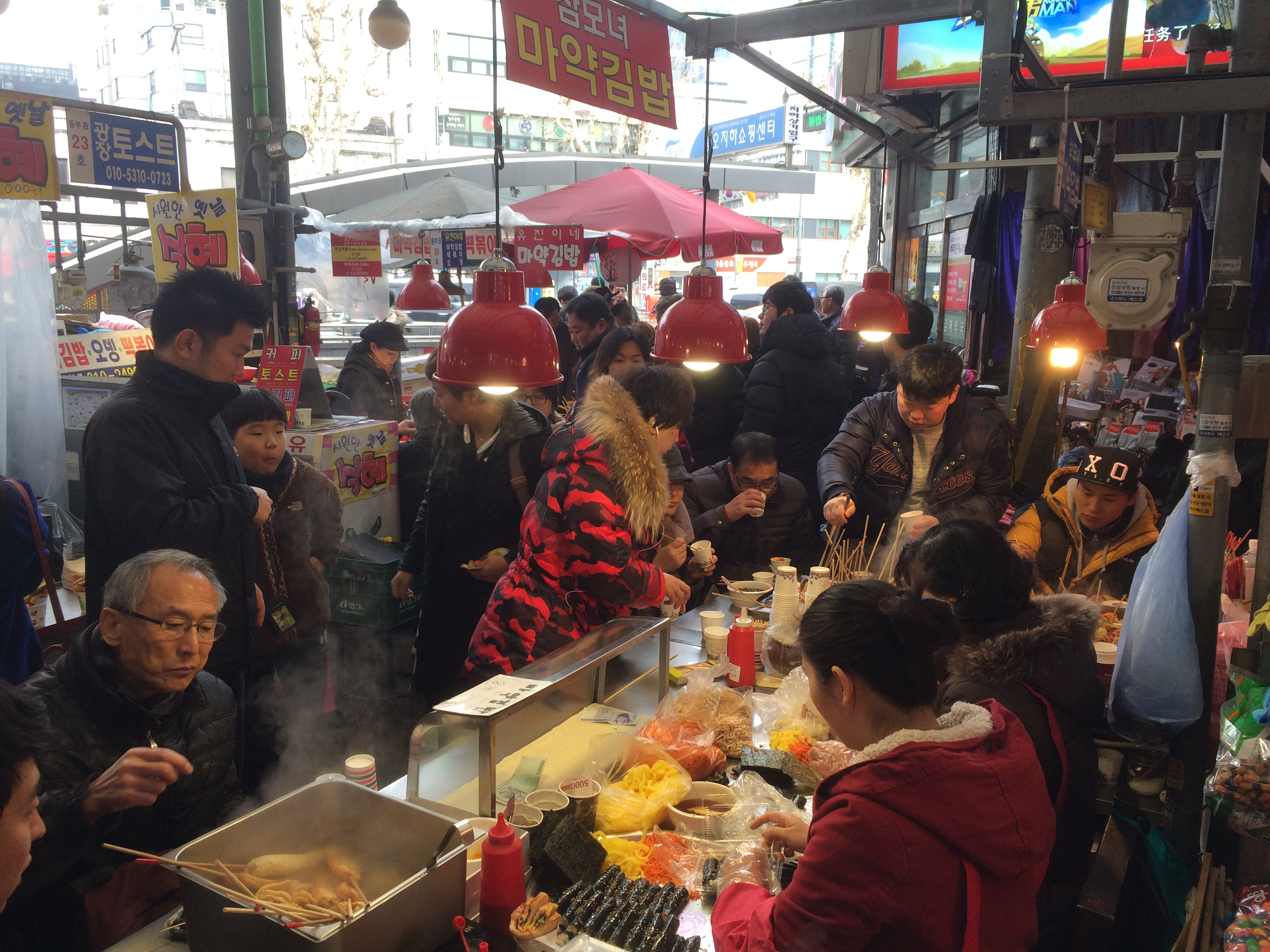
Những người bán hàng đang làm mayak kimbap
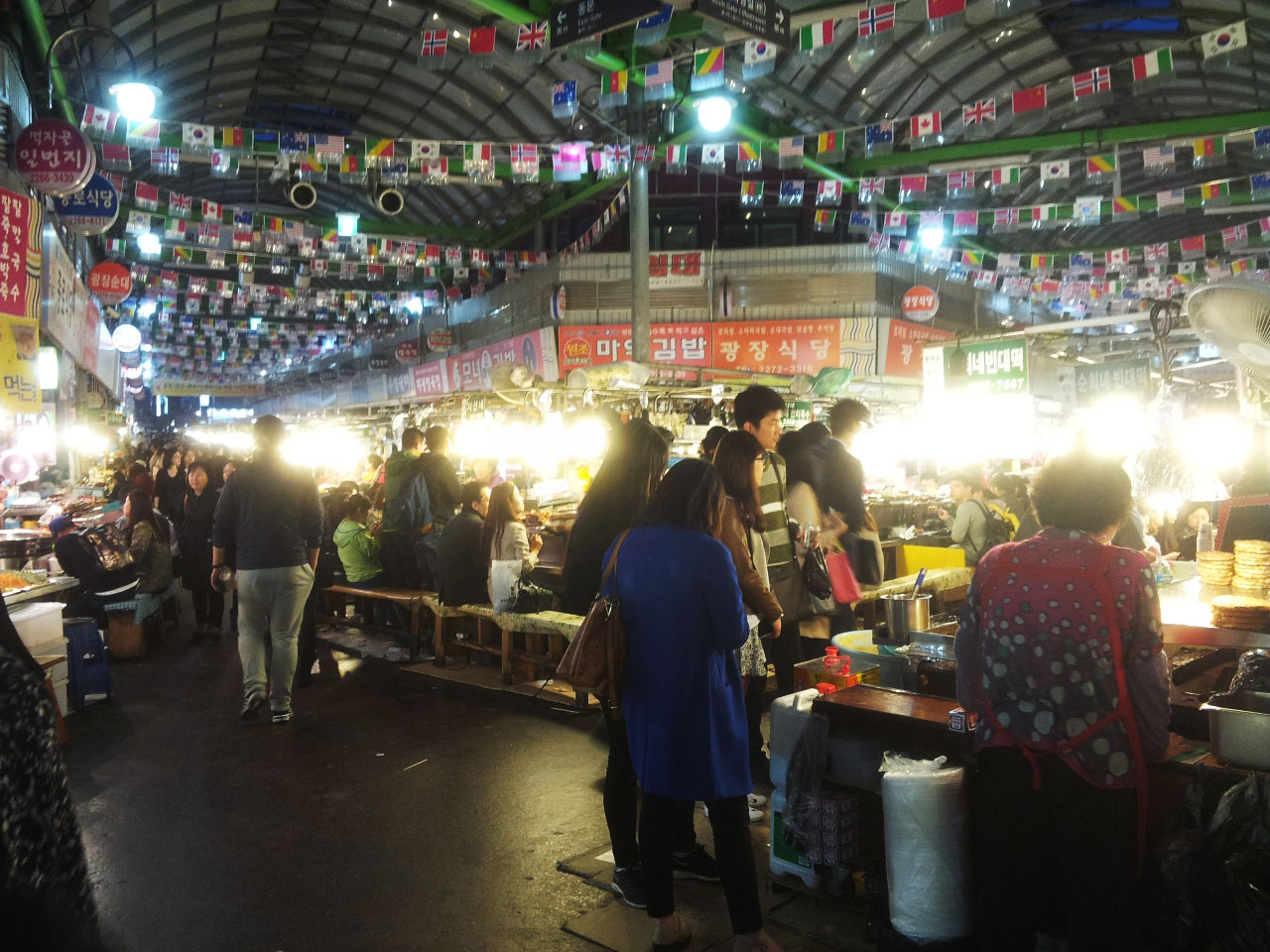
Bên trong khu vực nhà hàng của chợ Gwangjang
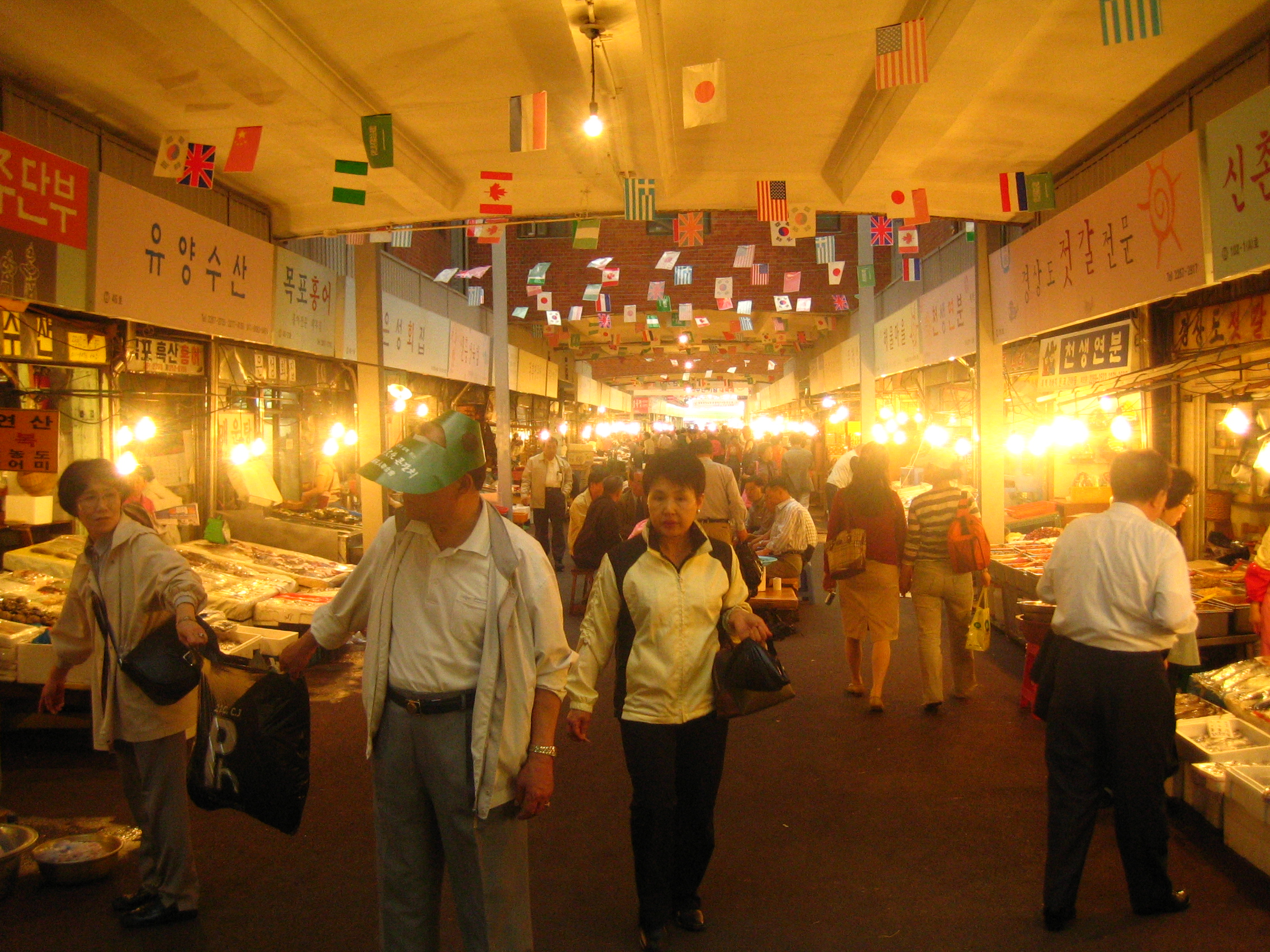
Bên trong khu vực chợ cá của chợ Gwangjang